# Воинское кладбище № 43 (Радоцына)
Воинское кладбище № 43 — Радоцына (пол. Cmentarz wojenny nr 43 - Radocyna) — воинское кладбище, находящееся в окрестностях села Радоцына, Горлицкий повят, Малопольское воеводство. Кладбище входит в группу Западногалицийских воинских захоронений времён Первой мировой войны. На кладбище похоронены военнослужащие Австро-Венгерской и Российской армий, погибшие во время Первой мировой войны в январе — мае 1915 года.

## История
Кладбище было построено Департаментом воинских захоронений К. и К. военной комендатуры в Кракове в 1915 году по проекту австрийского архитектора Душана Юрковича. На кладбище площадью 288 квадратных метра находится 3 братских и 10 индивидуальных могил, в которых похоронены 4 австрийских и 79 русских солдат из 195-го Оровайского пехотного полка.

## Описание
Воинское захоронение располагается возле старого сельского кладбища, расположенного на дороге, проходящей через Радоцыну. В 1995 году кладбище было восстановлено местной польской общественностью. В настоящее время на кладбище установлены несколько крестов, отличающихся от первоначальных.
На территории кладбища сохранился каменный памятник, увенчанный крестом. На памятнике прикреплена каменная табличка с надписью на немецком языке:
| WIR WUSSTEN EINER VON DES ANDERN LEBEN NUN MAT UNS DER TOD ZUS AMMEN GEGEBEN |

## Источник
- Oktawian Duda: Cmentarze I wojny światowej w Galicji Zachodniej. Warszawa: Ośrodek Ochrony Zabytkowego Krajobrazu, 1995. ISBN 83-85548-33-5.